# Komchén (sitio arqueológico)

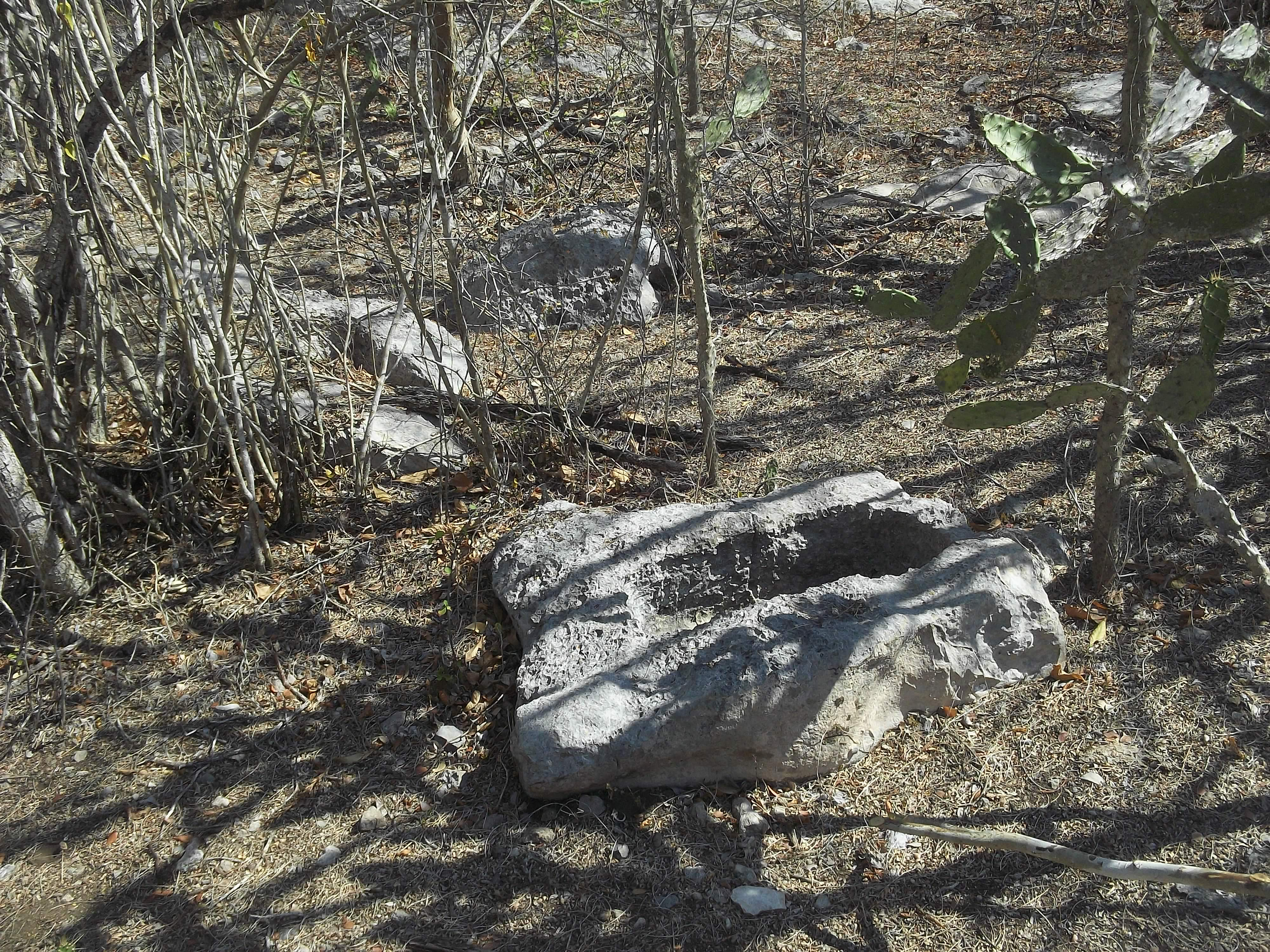
Vestigios arqueológicos en Komchén.

El sitio arqueológico de Komchén se encuentra a unos 20 km de la costa del Golfo de México en la Península de Yucatán, 17 km al norte de la ciudad de Mérida, y a sólo 2 km del  poblado del mismo nombre.

## Toponimia
Komchén significa en lengua maya: (del maya: Kom: hondonda; Chen: pozo).

## Yacimiento arqueológico
El yacimiento maya precolombino fue estudiado con una relativa profundidad por el arqueólogo y antropólogo de la Universidad Tulane, Wyllys Andrews, durante los años 1960s. Los trabajos realizados en ese entonces señalan la existencia de mayas del preclásico en esta región de la Península de Yucatán (Komchén, Dzibilchaltún y Tipikal, serían la demostración).
La ciudad maya de Komchén se estableció durante el periodo preclásico medio.  Sus construcciones más tempranas consistieron en una zona residencial de estructuras efímeras. Más tarde el sitio evolucionó hacia una ciudad más compleja durante el preclásico tardío, habiendo alcanzado su apogeo constructivo hacia los años de 350-150 a. C. De esta época datan los vestigios que se encuentran actualmente en el yacimiento y que fueron construidos con piedra caliza. Parece ser que el lugar fue totalmente abandonado al final del periodo preclásico, hacia el año ca. 250 d. C.  Más tarde, sin embargo, la ciudad se vlvió a ocupar durante el periodo de expansión de la cercana ciudad de Dzibilchaltún.
Durante la investigación arqueológica del lugar bajo la dirección de Andrews, en un proyecto del Middle American Research Institute (MARI) de la Universidad Tulane, se hicieron excavaciones y descubrimientos importantes de la ciudad maya.  La investigación documentó cerca de 1000 estructuras residenciales en un área de aproximadamente 2 km², que incluyó un núcleo de cinco plataformas grandes, la mayor de las cuales mide 8 m de altura y que contiene también un sacbé, que fue de los primeros en ser identificados como tales en la zona norte de la Península de Yucatán. (Andrews et al. 1984).

## Galería

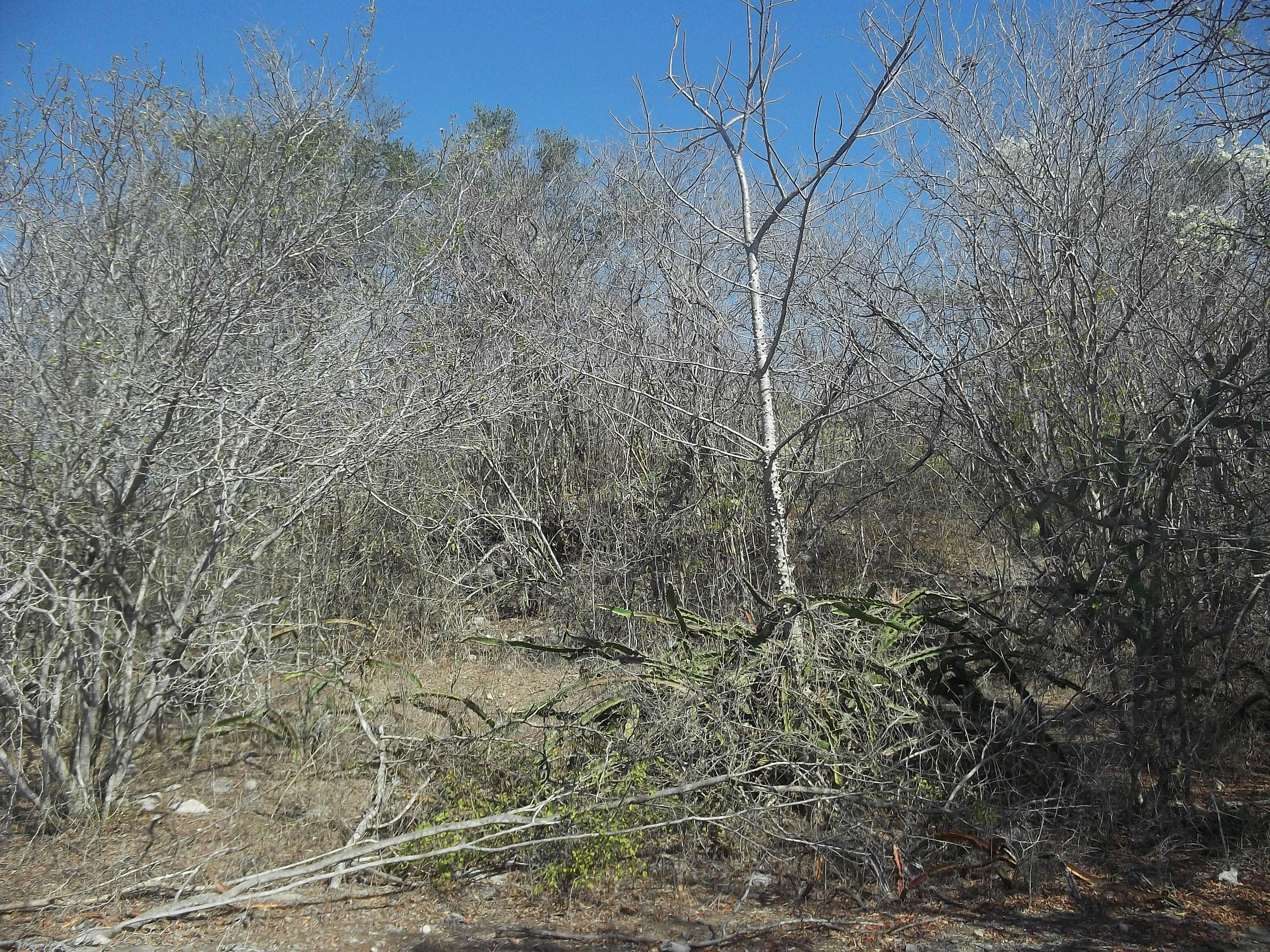
Vestigios arqueológicos de Komchén.
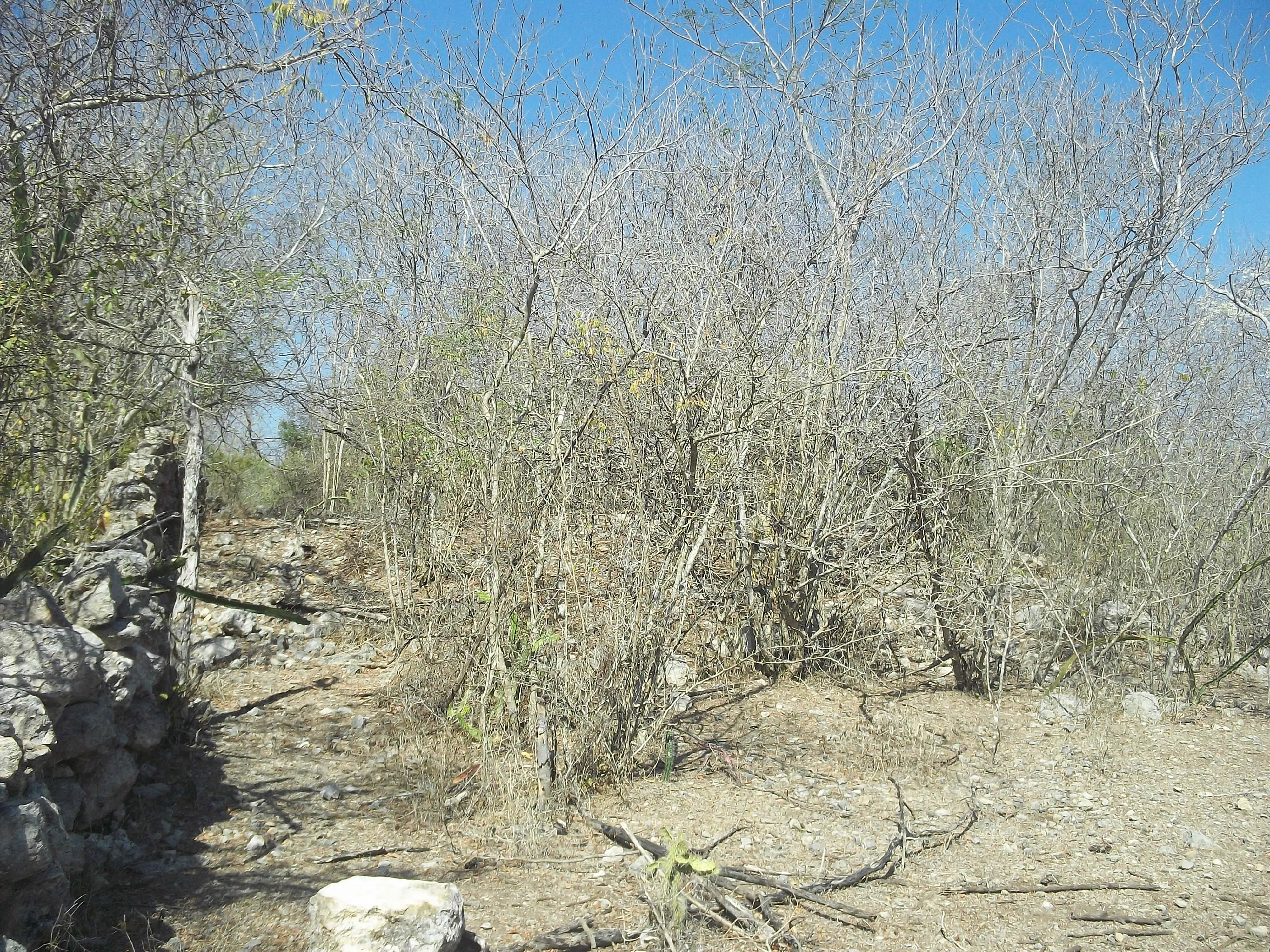
Vestigios arqueológicos de Komchén.
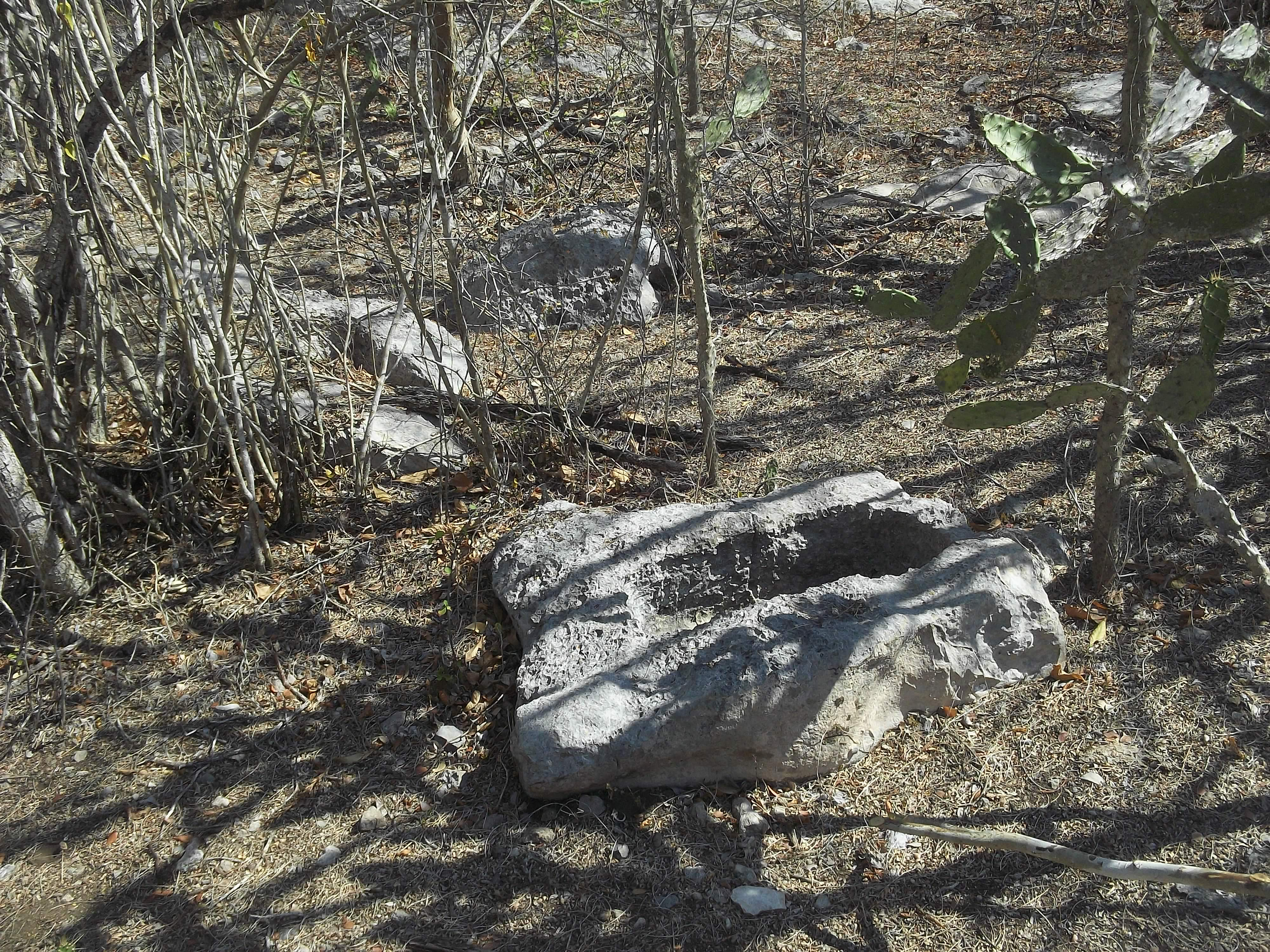
Vestigios arqueológicos de Komchén.
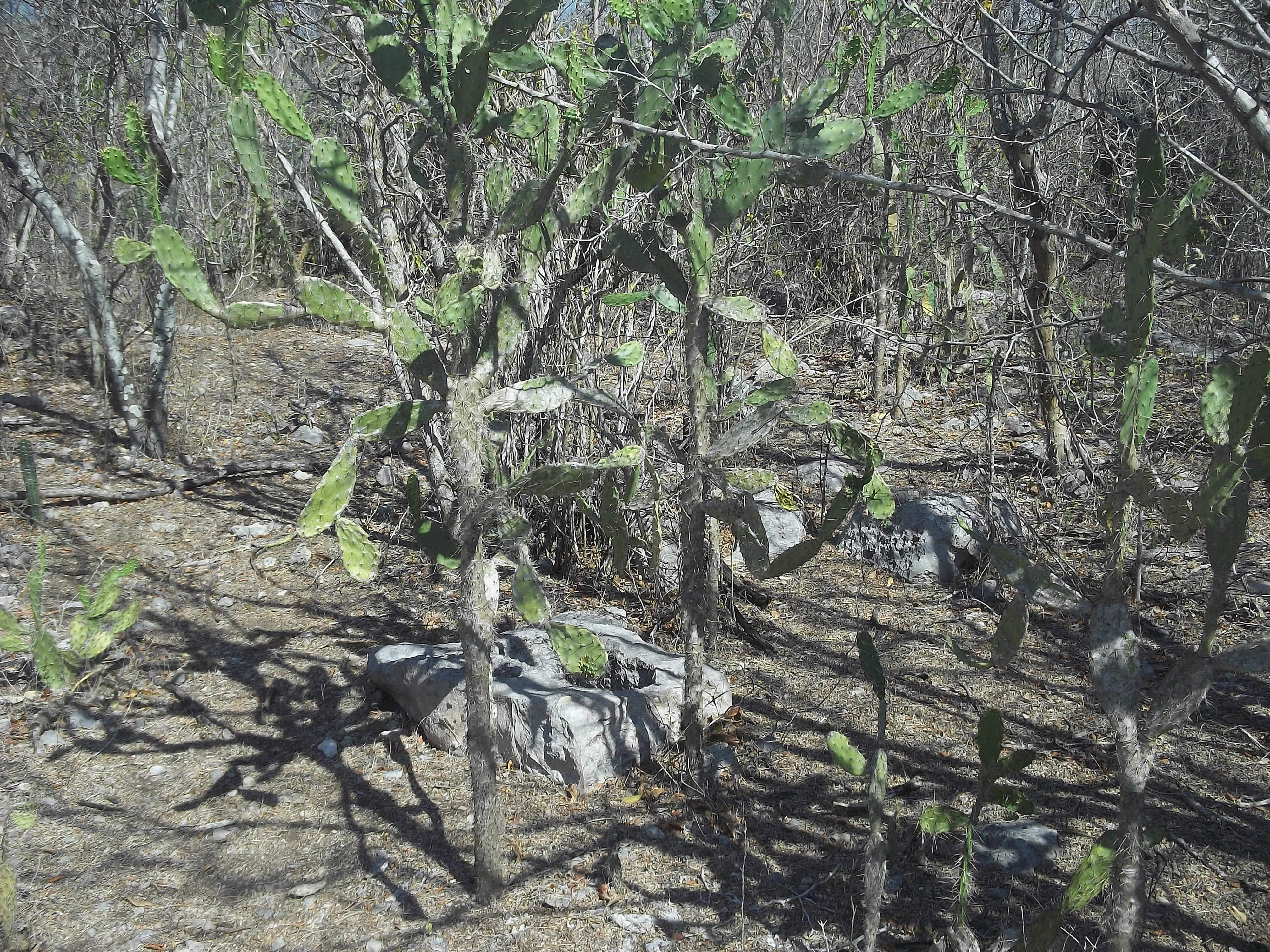
Vestigios arqueológicos de Komchén.
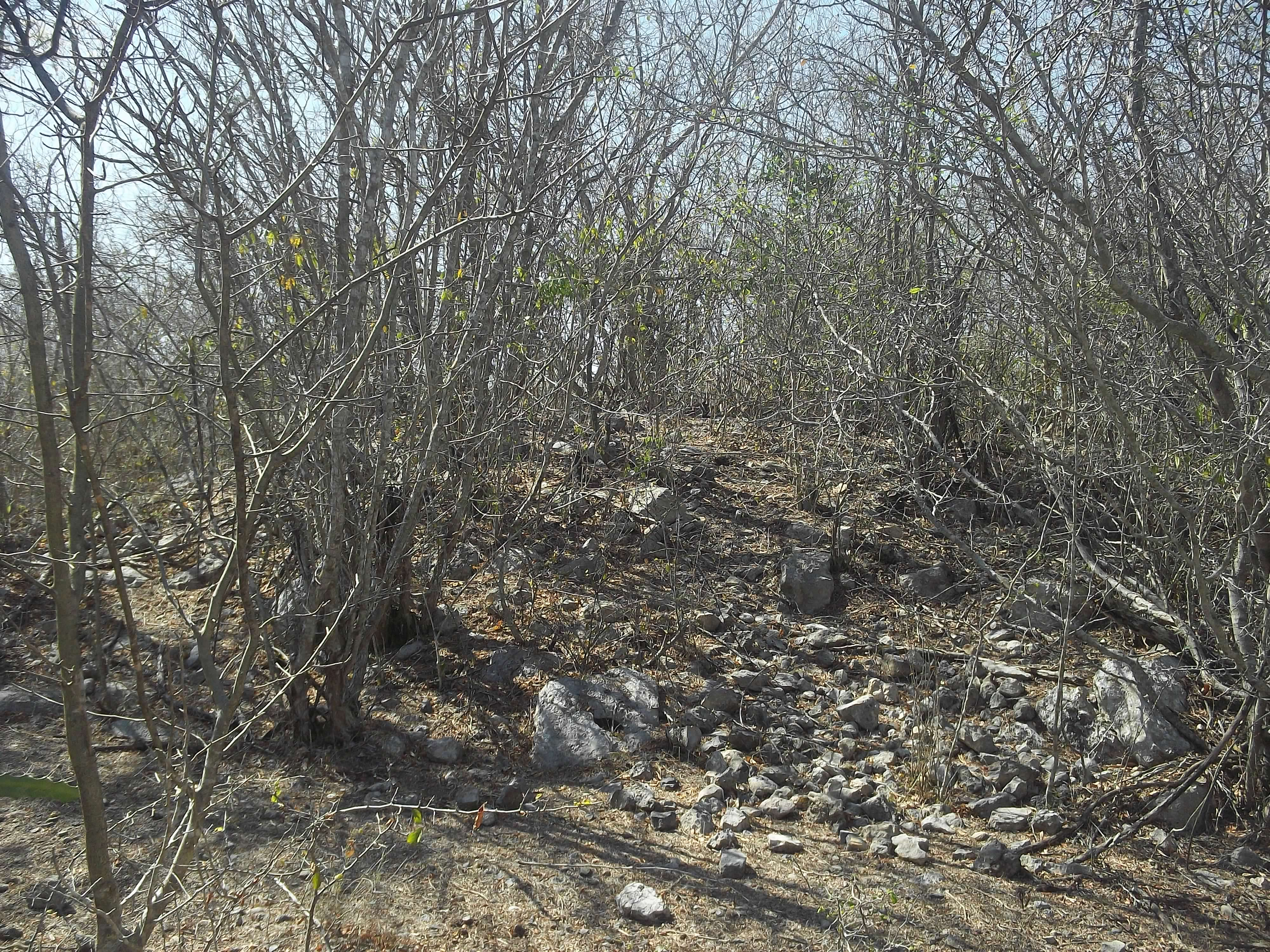
Vestigios arqueológicos de Komchén.
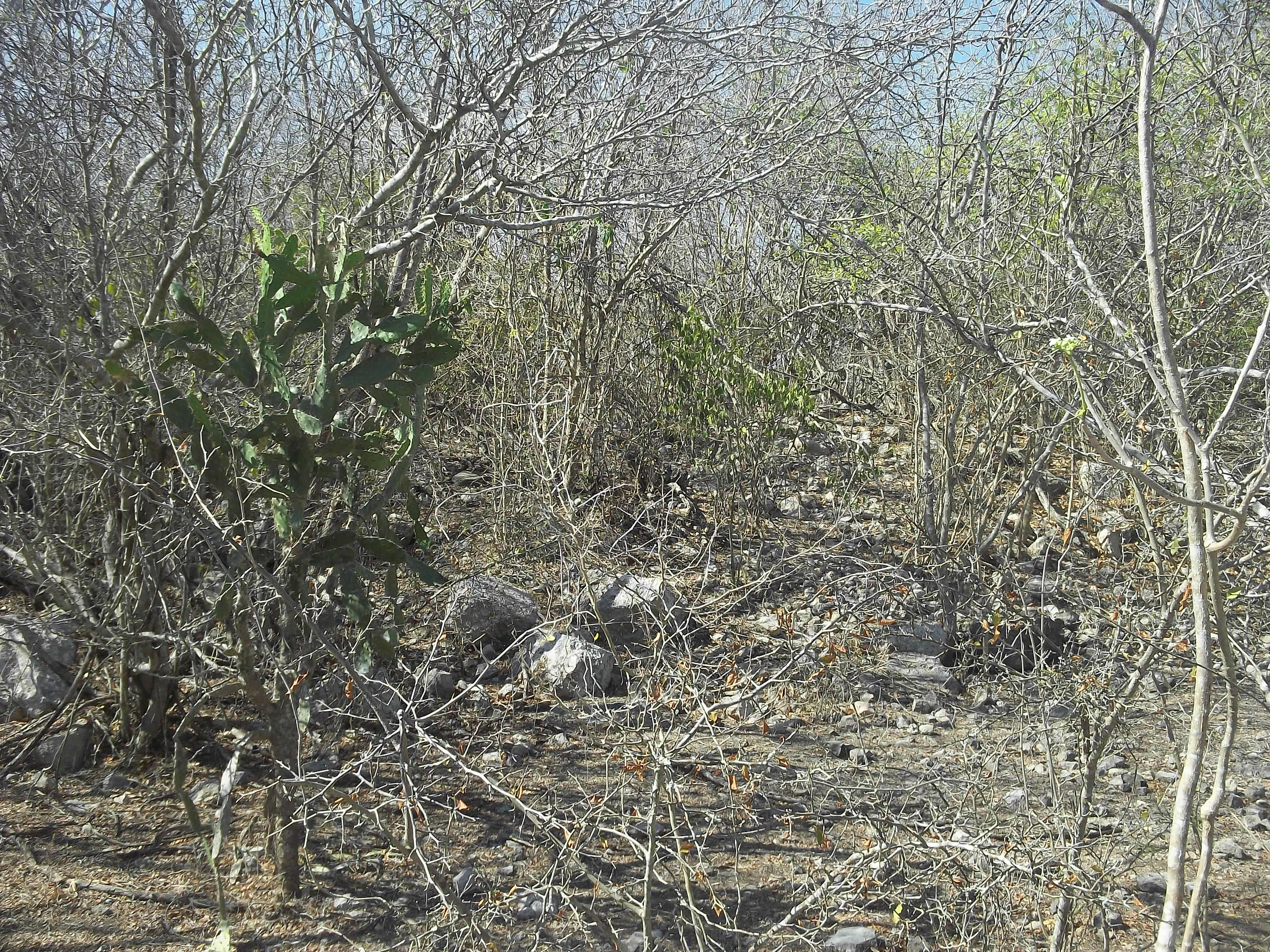
Vestigios arqueológicos de Komchén.
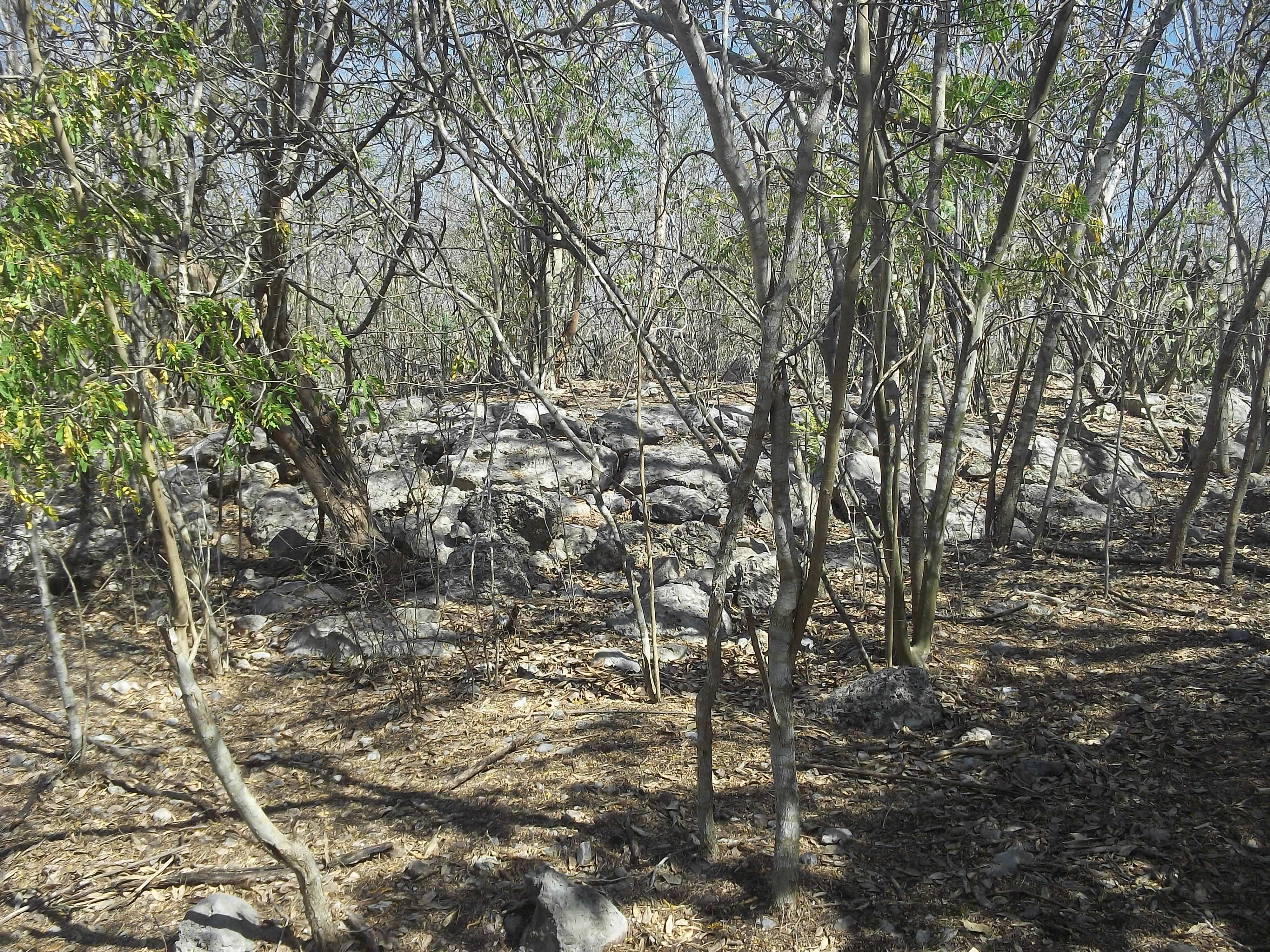
Vestigios arqueológicos de Komchén.
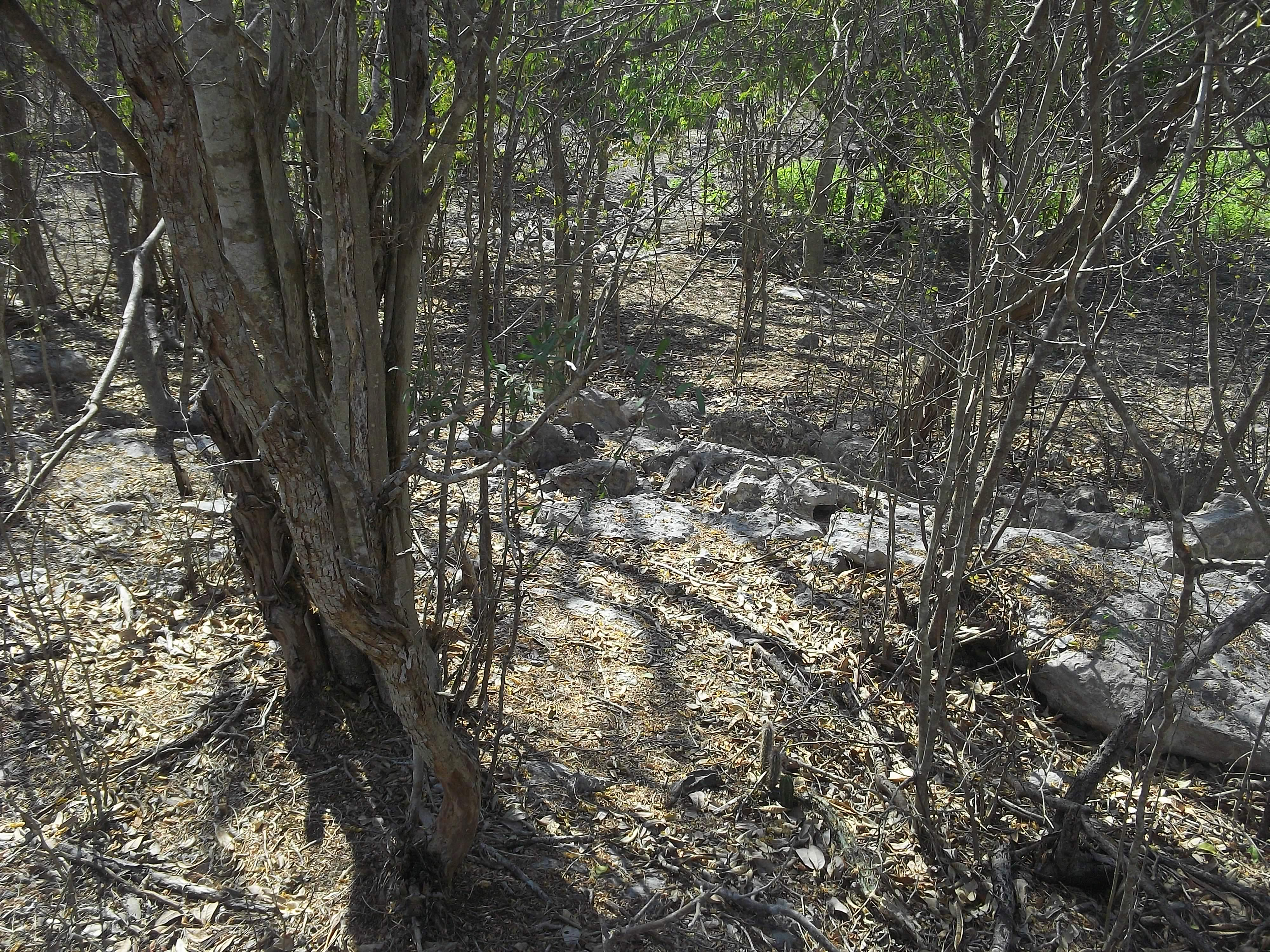
Vestigios arqueológicos de Komchén.
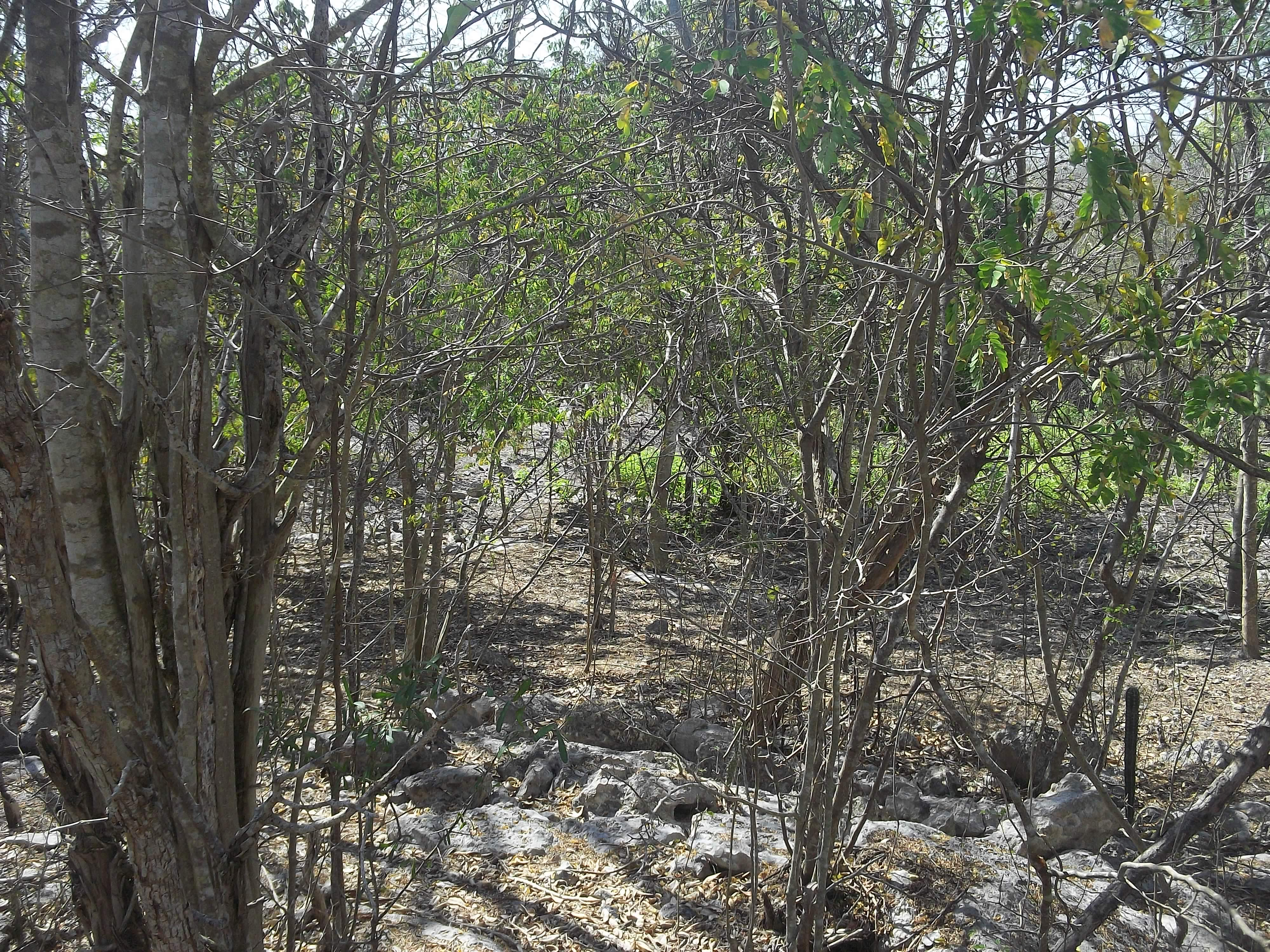
Vestigios arqueológicos de Komchén.
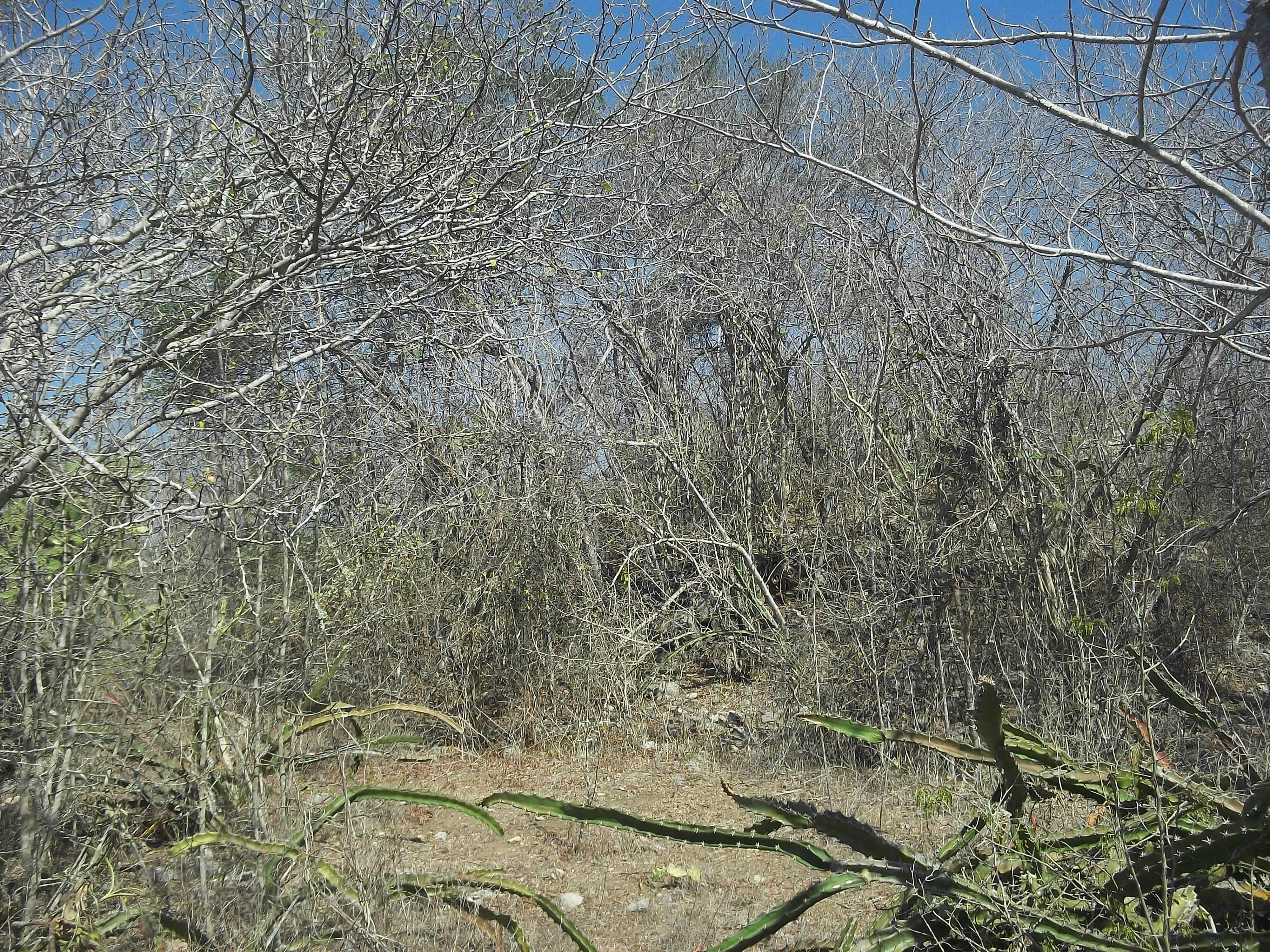
Vestigios arqueológicos de Komchén.
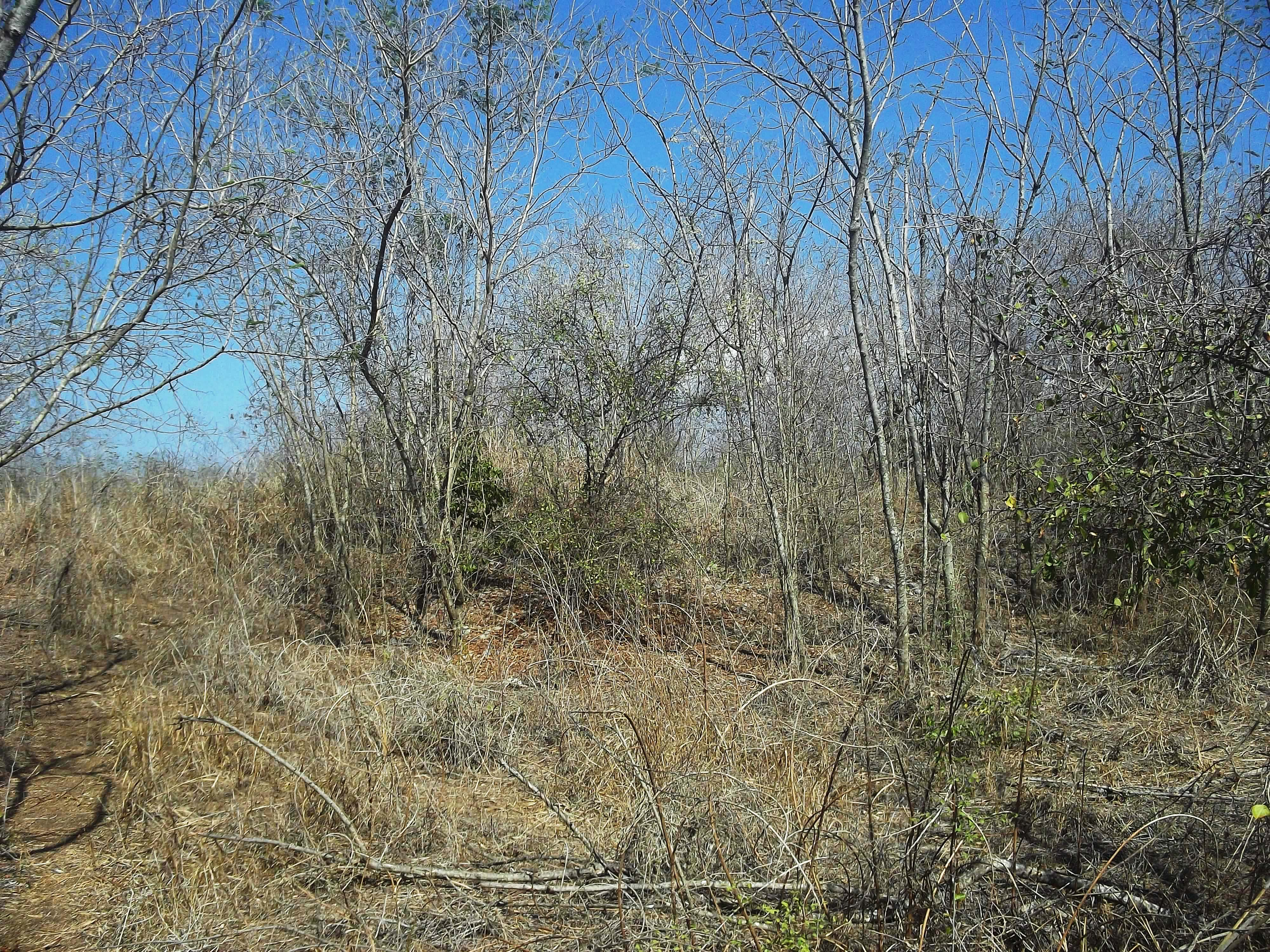
Vestigios arqueológicos de Komchén.
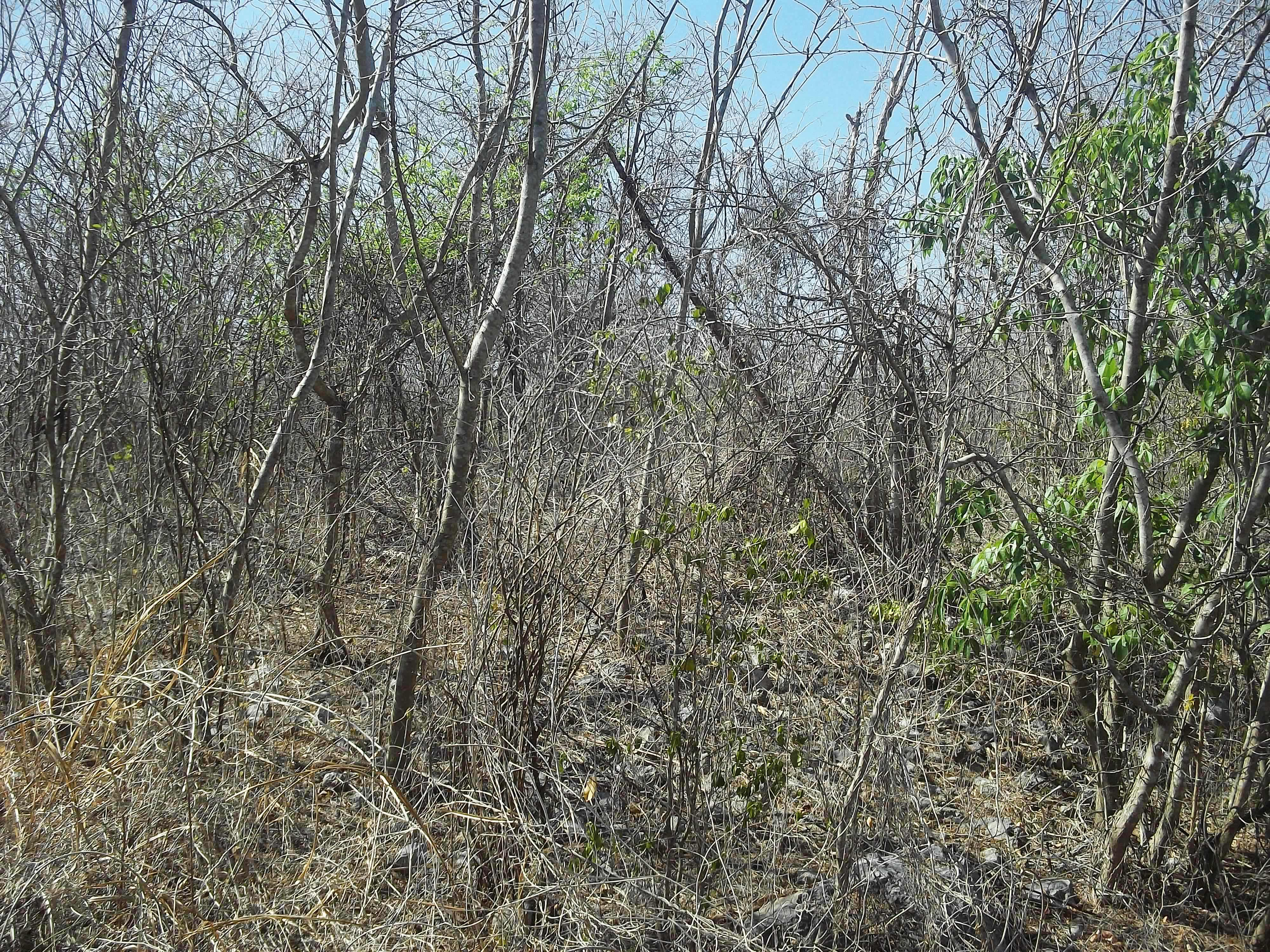
Vestigios arqueológicos de Komchén.
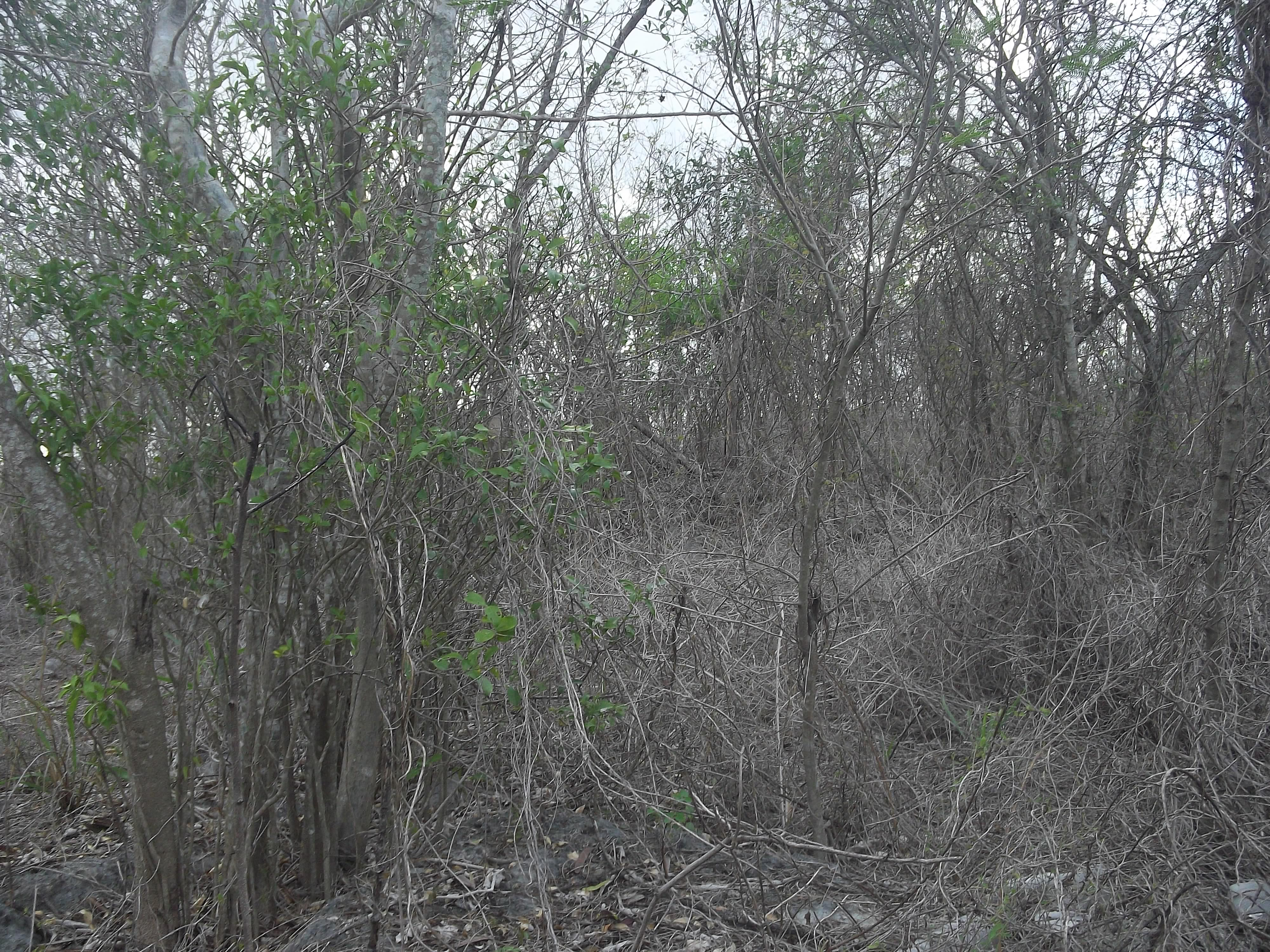
Vestigios arqueológicos de Komchén.
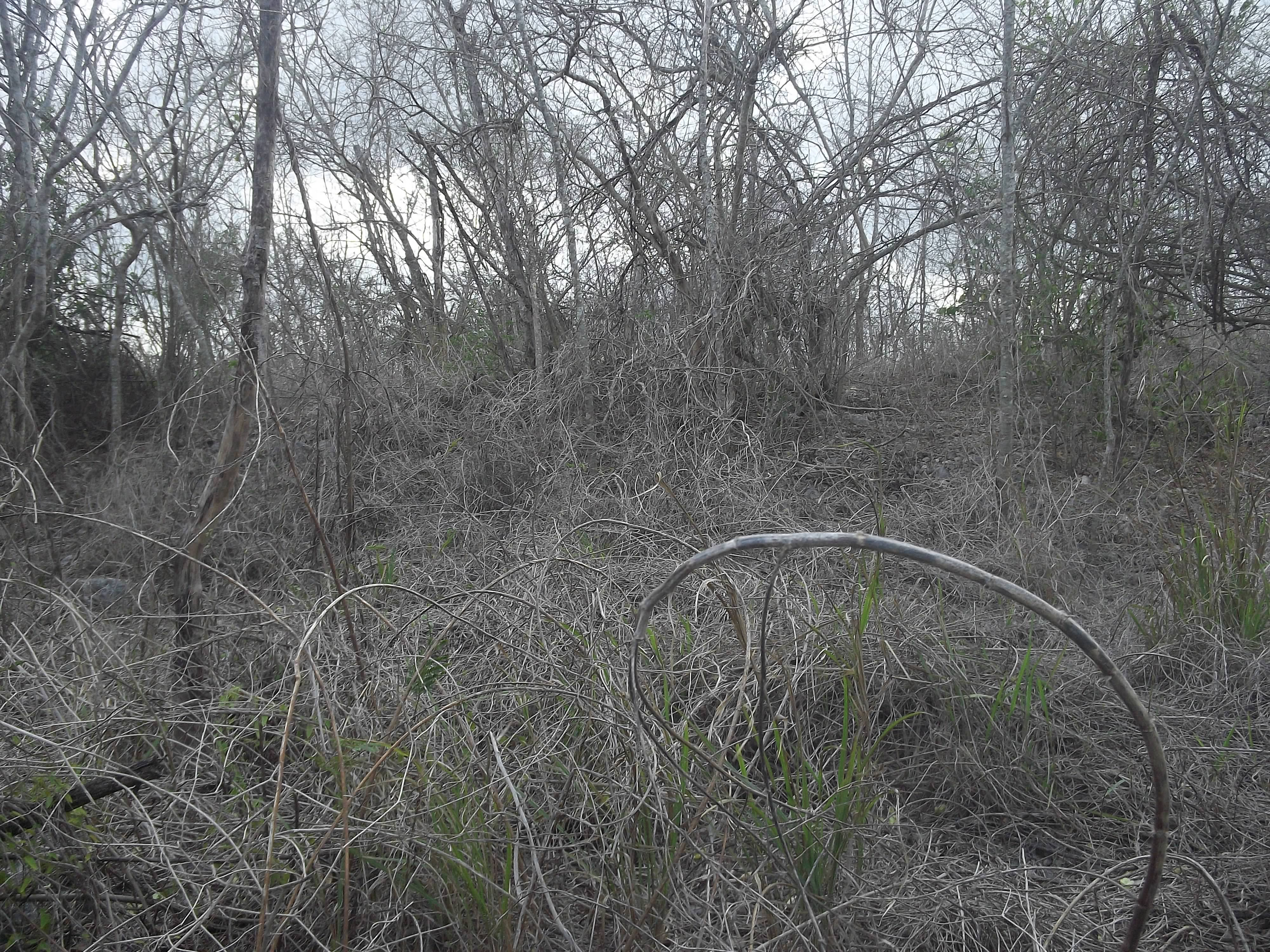
Vestigios arqueológicos de Komchén.
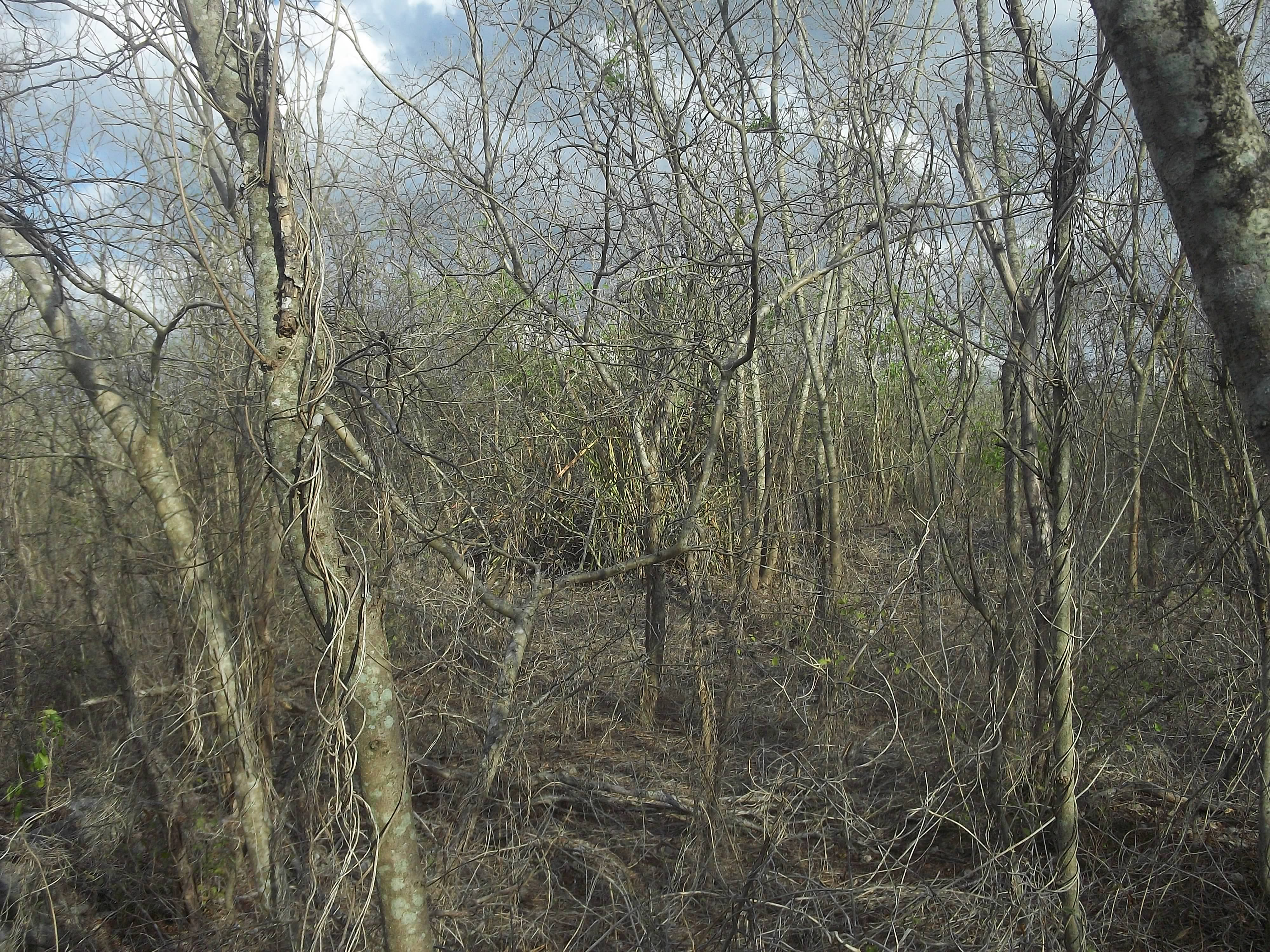
Vestigios arqueológicos de Komchén.
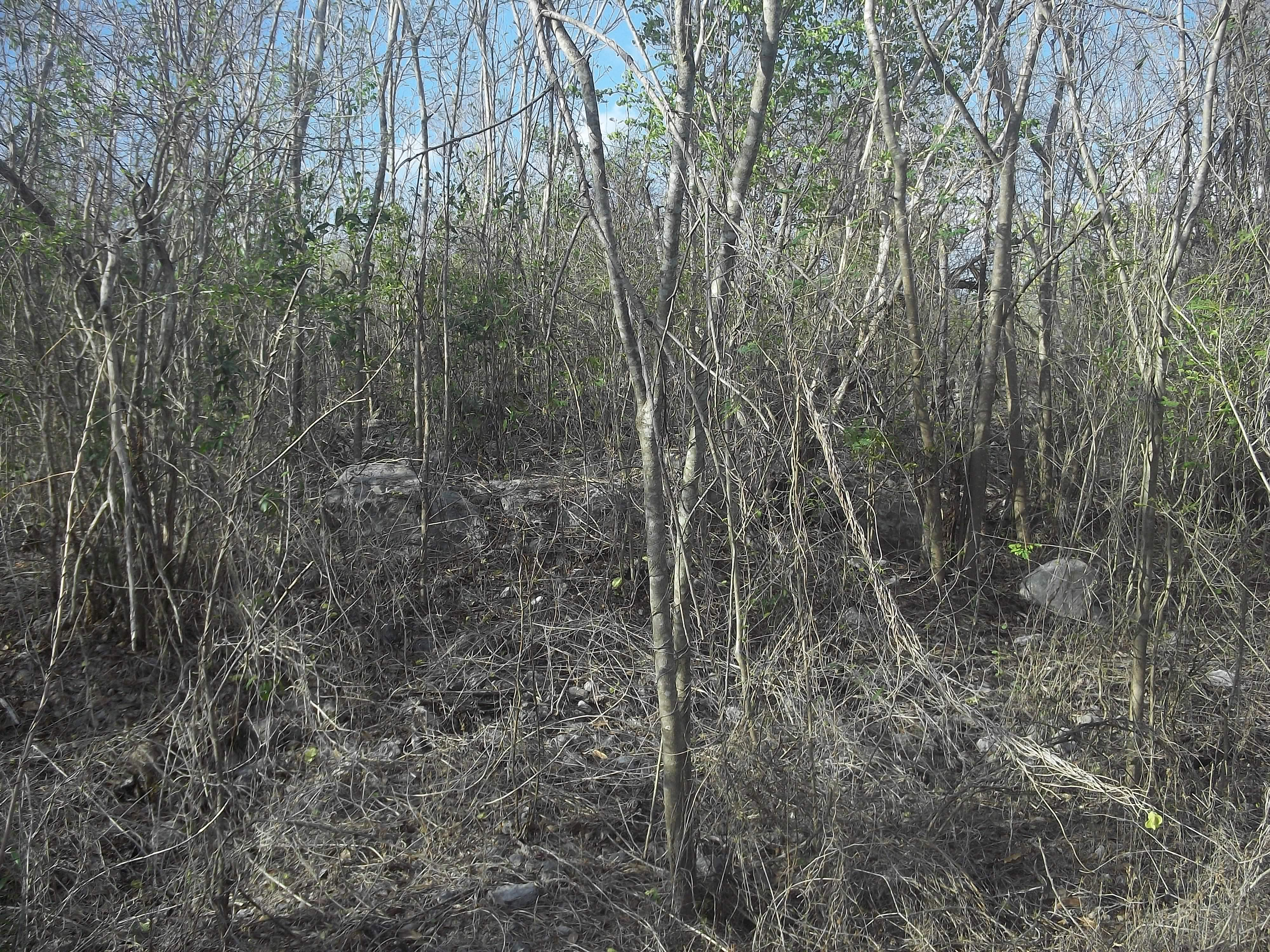
Vestigios arqueológicos de Komchén.
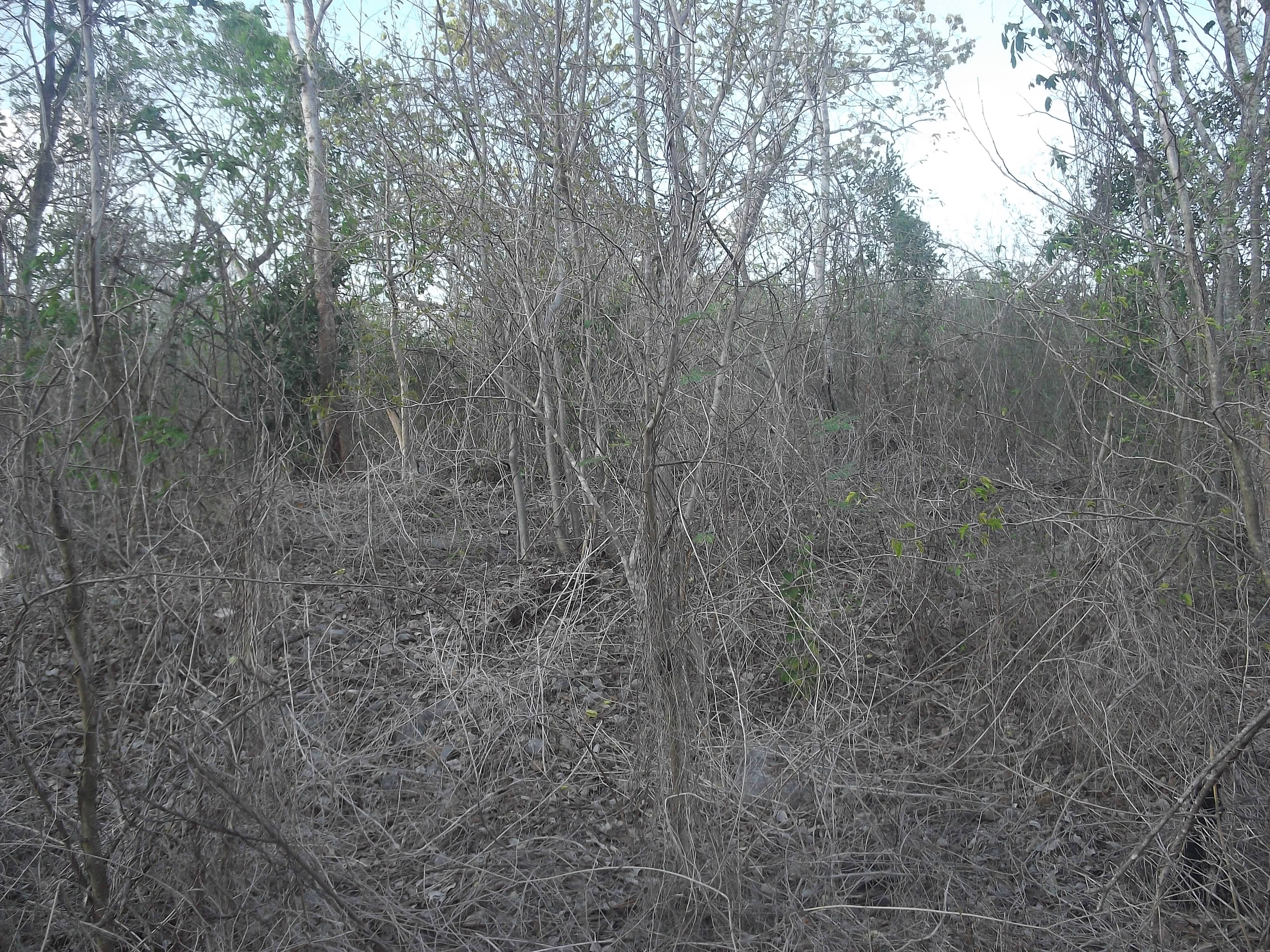
Vestigios arqueológicos de Komchén.
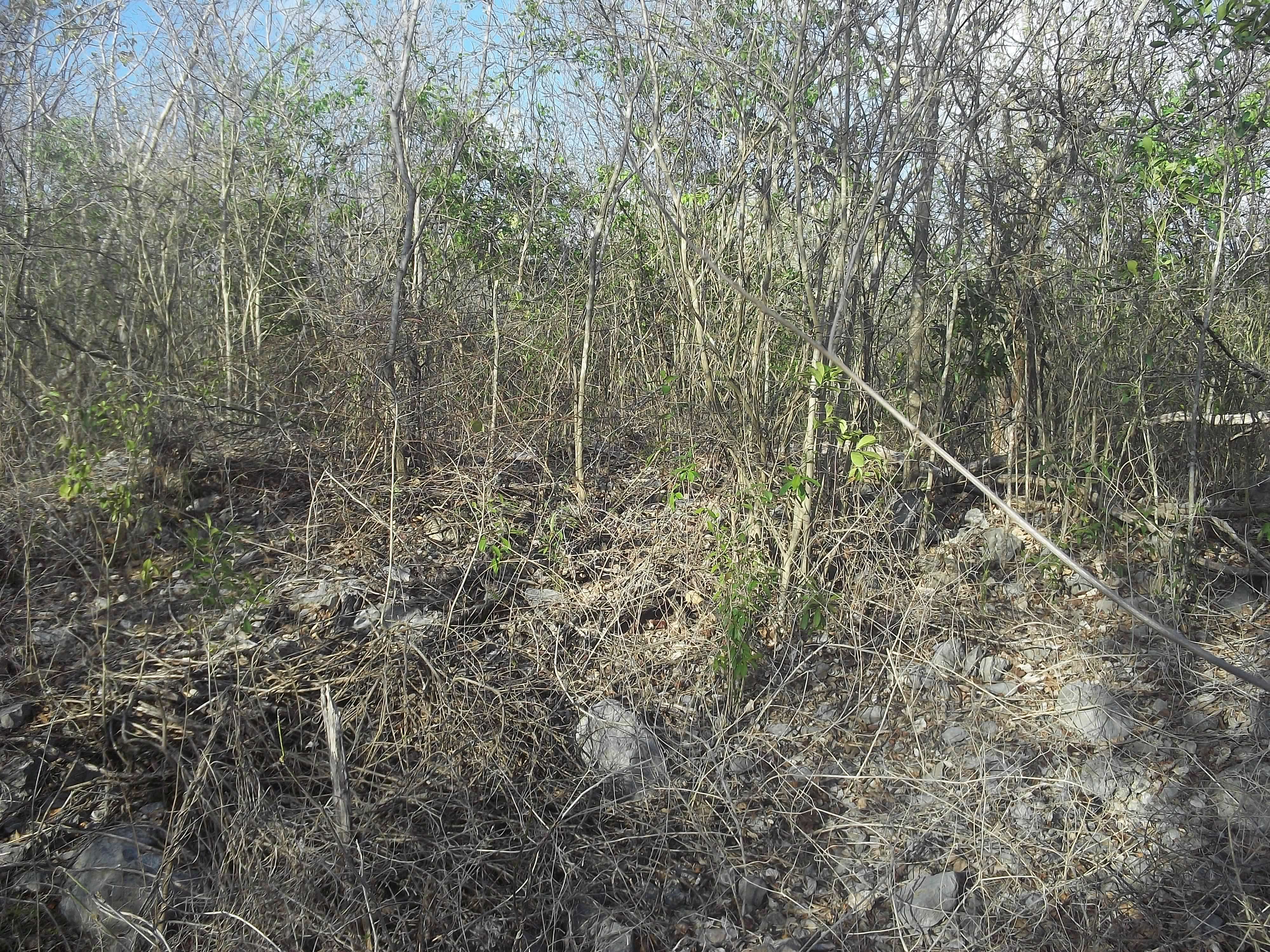
Vestigios arqueológicos de Komchén.